# متحف غرامي التجريبي

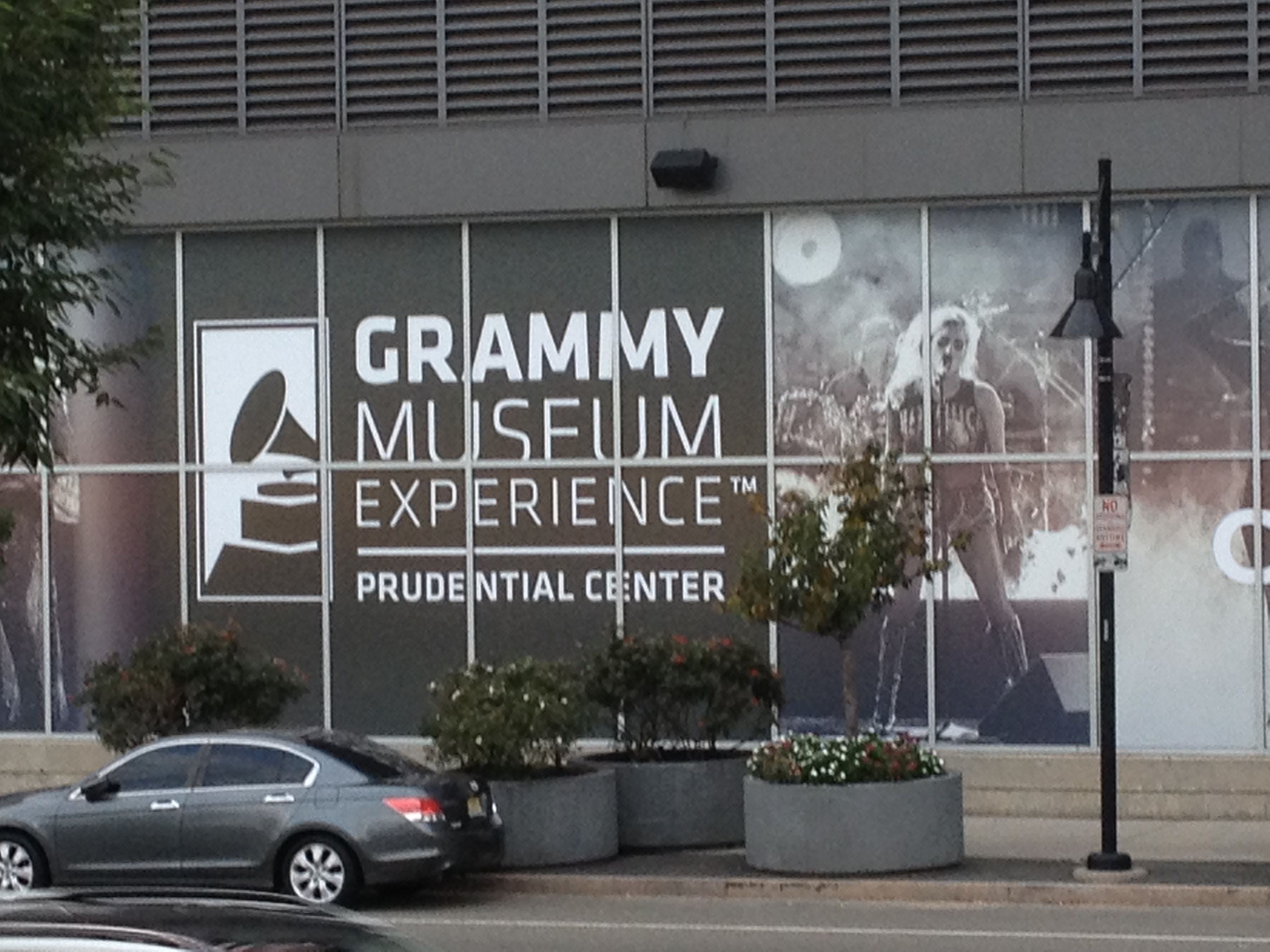
متحف غرامي التجريبي في نيوآرك

متحف غرامي التجريبي (بالإنجليزية: Grammy Museum Experience)‏ هو متحف تجريبي مخصص للفائزين في حفل توزيع جوائز غرامي، تم افتتاح المُتحف في نيوآرك، نيو جيرسي بتاريخ 20 أكتوبر 2017.
المتحف التجريبي هو أول متاحف جرامي الواقعة في شرق البلاد، ثم هناك متاحف أخرى على غرار متحف غرامي في لوس أنجلوس الواقع في لوس أنجلوس كما يدل على ذلك اسمه، ثم متحف غرامي في ميسيسيبي الموجود في كليفلاند ومتحف غرامي في ممر الشهرة للموسيقيين الواقع في ناشفيل، تينيسي.
يصل حجم مُتحف غرامي التجريبي لـ 8200 قدم مربع، كما يتمتع بالعديد من المميزات أبرزها توفره على الوسائط المتعددة والعروض التقديمية قصد استعمالها في المناسبات العامة كما يتوفر على برامج تعليمية وثتقيفية، ويُسلط الضوء على بعض من موسيقيي نيو جيرسي الأكثر شهرة، كما يُسلط الضوء على صناع النجوم والمواهب المحلية وكتاب الأغاني والمنتجين الموسيقيين أنفسهم.
يسمح المتحف للنزلاء باستكشافه واستكشاف الحاصلين على جائزة غرامي على مر التاريخ، كما يقوم العاملين فيه بأداء تجارب على المسرح وتقديم عروض مسرحية وغنائية بحضور بعض الموسيقى الذين قد يُعتبرون أساطير في هذا المجال.

## وصلات خارجية
- الموقع الرسمي لمتحف غرامي التجريبي